# Бруно Феліпе Соуза да Сілва
Бруно Феліпе Соуза да Сілва (порт. Bruno Felipe Souza da Silva, нар. 26 травня 1994, Сан-Паулу) — бразильський футболіст, нападник кіпрського «Пафоса».

## Ігрова кар'єра
У дорослому футболі дебютував 2015 року виступами за австрійську команду «Аустрія» (Лустенау), в якій провів два сезони, взявши участь у 58 матчах другого дивізіону чемпіонату Австрії, в яких забив 13 голів. 
Влітку 2017 року бразилець перейшов у клуб австрійської Бундесліги ЛАСК (Лінц), де за пів року провів 18 матчів чемпіонату, після чого 24 січня 2018 року був відданий в оренду на півтора року в грецький «Атромітос», де був одним із лідерів команди.
Своєю грою за останню команду привернув увагу представників тренерського штабу одного з грандів місцевого футболу клубу «Олімпіакос», до складу якого приєднався 18 червня 2019 року, підписавши трирічну угоду. Втім у клубі з Пірея Бруно закріпитись не зумів, зігравши за півтора року лише 11 ігор за клуб в усіх турнірах, тому 1 лютого 2021 року перейшов у інший місцевий клуб «Аріс», підписавши контракт на два з половиною роки.
20 серпня 2021 року Бруно перейшов у молдавський «Шериф», за який дебютував 28 серпня в матчі чемпіонату проти клубу «Бєльці» (2:0). 

## Титули і досягнення
- Чемпіон Греції (1):

«Олімпіакос»: 2019-20
- Володар Кубка Греції (1):

«Олімпіакос»: 2019-20
- Чемпіон Молдови (1):

«Шериф»: 2021-22
- Володар Кубка Молдови (1):

«Шериф»: 2021-22
- Володар Кубка Кіпру (1):

«Пафос»: 2023-24
- Чемпіон Кіпру (1):

Пафос: 2024-25